# كينزو كونو
كينزو كونو هو سياسي ياباني، ولد في 14 مايو 1901 في أوداوارا في اليابان، وتوفي في 16 أكتوبر 1983. نشط حزبياً في الحزب الليبرالي الديمقراطي الياباني.

## مناصب
- انتخب عضو مجلس النواب الياباني  [لغات أخرى]‏.
- انتخب عضو مجلس المستشارين  [لغات أخرى]‏.
- انتخب رئيس مجلس المستشارين [الإنجليزية]‏ (17 يوليو 1971 – 3 يوليو 1977).
- انتخب Vice-President of the House of Councillors  [لغات أخرى]‏ (30 يوليو 1965 – 3 أغسطس 1968).